# Mayatrein
De Mayatrein (Spaans: Tren Maya, Yucateeks Maya: Tsiímin K'aák) is een spoorlijn (gedeeltelijk in aanleg) die het schiereiland Yucatán in Mexico doorkruist, door vijf  deelstaten heen. De aanleg begon in juni 2020.
Anno 2024 is het traject Palenque - Cancún - Playa del Carmen in gebruik. De uiteindelijk geplande lengte is 1.554 kilometer. De spoorlijn begint op de internationale luchthaven van Cancún en eindigt in zuidwestelijke richting bij Palenque, Chiapas, via twee routes (waarvan de noordwestelijke afgewerkt) die het schiereiland omringen. Het project heeft tot doel toeristische bestemmingen in het Caribisch gebied te verbinden met minder bekende locaties in het binnenland, waaronder historische Maya-locaties waaraan het zijn naam ontleent.

## Geschiedenis
Het Tren Maya-project werd in september 2018 aangekondigd door Andrés Manuel López Obrador na zijn verkiezing tot  president, na eerdere voorstellen om een kortere spoorweg van 900 kilometer aan te leggen. Eerdere regeringen hadden ook spoorwegprojecten voor passagiersvervoer voorgesteld, maar slaagden er niet in financiering te verkrijgen. Het voorstel maakt naast bestaand spoortraject gebruik van nieuw aangelegd spoor door het woud. Het project werd door politieke oppositie afgedaan als een stunt van López Obrador, die ook een project van zijn voorganger had geannuleerd voor een nieuwe internationale luchthaven in Mexico-Stad. Het Zapatistisch Nationaal Bevrijdingsleger kondigde aan zich tegen het project te verzetten.
De aanleg begon in juni 2020 en het gedeelte Campeche - Cancún werd op 15 december 2023 met passagierstreinen in gebruik genomen. Twee weken later volgde de sectie tot Palenque. Op 29 februari 2024 volgde het traject Cancún–Playa del Carmen. De opening van het laatste deel van Playa del Carmen naar Escárcega is geplan voor de zomer van 2024.

## Kritiek
Milieu- en inheemse activisten maakten bezwaar tegen de aanleg van nieuwe sporen door het woud.